# Štjak
Štjak este o localitate din comuna Sežana, Slovenia, cu o populație de 50 de locuitori.